# Pedro Lascuráin Paredes
Pedro José Domingo de la Calzada Manuel María Lascuráin Paredes (Cidade do México, 8 de maio de 1856 – Cidade do México, 21 de julho de 1952) foi um político mexicano que cumpriu o mandato mais curto de todos os tempos como presidente. No ano de 1913, ficou por cerca de 45 minutos no cargo de presidente do México.
Licenciado em direito em 1880, foi presidente da câmara da Cidade do México até ser escolhido para ocupar o cargo de ministro de relações exteriores durante a presidência de Francisco Madero. No dia 19 de fevereiro de 1913, Madero foi deposto por um golpe de estado liderado por Victoriano Huerta. Por forma a dar a este golpe uma aparência de legalidade, Huerta entregou a presidência a Lascuráin, após o que Lascuráin nomeou Huerta ministro do interior demitindo-se em seguida, entregando assim a presidência a Huerta, de acordo com a constituição. Lascuráin ocupou o cargo de presidente durante cerca de uma hora (diversas fontes apontam um período de tempo entre 25 e 55 minutos). Huerta ofereceu posteriormente a Lascuráin uma posição no governo e que este declinou.
Foi diretor da Escuela Libre de Derecho, a principal escola de direito da Cidade do México durante 16 anos, tendo publicado inúmeros textos sobre direito civil e comercial.